# هانیساکل ویکس
هانیساکل ویکس (انگلیسی: Honeysuckle Weeks؛ زادهٔ ۱ اوت ۱۹۷۹) بازیگر اهل بریتانیا است.
از فیلم‌ها یا برنامه‌های تلویزیونی که وی در آن نقش داشته‌است، می‌توان به آدمکشان میدسامر، تلفات، پوآرو، پنج و بازرس فویل اشاره کرد.